# Rick Hoogendorp
Rick Hoogendorp (ur. 12 stycznia 1975 w Blerick) – holenderski piłkarz, grający na pozycji napastnika.
Hoogendorp zaczynał karierę w klubie z ADO Den Haag. Przez początki kariery Hoogendorp grał ciągle w 2 lidze najpierw w klubie z Hagi, potem MVV Maastricht oraz Dordrecht' 90. Pierwszym jego klubem w Eredivisie był RKC Waalwijk. Hoogendorp stał się najlepszym strzelcem w historii klubu – zdobył 95 bramek na poziomie 1 ligi. W rundzie wiosennej sezonu 1999/2000 zaliczył epizod w Primera División w zespole Celty Vigo.
W styczniu 2006 Hogendoorp przeszedł do klubu z Bundesligi VfL Wolfsburg za kwotę 2,5 miliona euro. W Bundeslidze zadebiutował 5 lutego 2006 w wygranym 2:0 meczu z Borussią Mönchengladbach. W Wolfsburgu przez okres roku zdobył jednego gola. W styczniu 2007 wrócił do ADO Den Haag, gdzie grał do końca swojej kariery, czyli do 2009 roku.

## Kariera
| Sezon   | Klub           | Kraj      | Rozgrywki        | Mecze | Bramki |
| ------- | -------------- | --------- | ---------------- | ----- | ------ |
| 1994/95 | ADO Den Haag   | Holandia  | Eerste divisie   | 33    | 15     |
| 1995/96 | MVV Maastricht | Holandia  | Eerste divisie   | 32    | 8      |
| 1996/97 | MVV Maastricht | Holandia  | Eerste divisie   | 10    | 0      |
| 1996/97 | Dordrecht' 90  | Holandia  | Eerste divisie   | 22    | 7      |
| 1997/98 | Dordrecht' 90  | Holandia  | Eerste divisie   | 31    | 11     |
| 1998/99 | Dordrecht' 90  | Holandia  | Eerste divisie   | 12    | 14     |
| 1998/99 | RKC Waalwijk   | Holandia  | Eredivisie       | 20    | 9      |
| 1999/00 | RKC Waalwijk   | Holandia  | Eredivisie       | 18    | 9      |
| 1999/00 | Celta Vigo     | Hiszpania | Primera División | 7     | 0      |
| 2000/01 | RKC Waalwijk   | Holandia  | Eredivisie       | 34    | 17     |
| 2001/02 | RKC Waalwijk   | Holandia  | Eredivisie       | 33    | 13     |
| 2002/03 | RKC Waalwijk   | Holandia  | Eredivisie       | 31    | 16     |
| 2003/04 | RKC Waalwijk   | Holandia  | Eredivisie       | 31    | 7      |
| 2004/05 | RKC Waalwijk   | Holandia  | Eredivisie       | 33    | 12     |
| 2005/06 | RKC Waalwijk   | Holandia  | Eredivisie       | 18    | 12     |
| 2005/06 | VfL Wolfsburg  | Niemcy    | Bundesliga       | 14    | 1      |
| 2006/07 | VfL Wolfsburg  | Niemcy    | Bundesliga       | 8     | 0      |
| 2006/07 | ADO Den Haag   | Holandia  | Eredivisie       | 8     | 3      |
| 2007/08 | ADO Den Haag   | Holandia  | Eredivisie       | 28    | 7      |
| 2008/09 | ADO Den Haag   | Holandia  | Eredivisie       | 15    | 2      |